# Каулс Альберт Ернестович
Альберт Каулс (латис. Alberts Kauls; 15 жовтня 1938 — 24 вересня 2008) — радянський і латвійський працівник сільського господарства, громадський діяч, латвійський політичний діяч. Міністр сільського господарства Латвії з 21 грудня 1995 року по 6 травня 1996 року.

## Біографія
Народився 15 жовтня 1938 року в селищі Скрунде на заході Латвії в робітничій сім'ї.
Навчався у Ризькій радянсько-партійній школі при ЦК Компартії Латвії (1958). Закінчив Вільнюську партійну школу (1970).
З 1953 року робітник радгоспу. Був інструктором Скрундського райкому комсомолу (1957), керуючим відділення радгоспу «Салієна» Ризького району (з 1961), першим секретарем Ризького райкому комсомолу (з 1963), головою колгоспу «Ленінський шлях» Ризького району (з 1964), головою колгоспу «Езерціємс» Ризького району. (з 1970), начальником управління сільського господарства Ризького району (1973), головою колгоспу «Адажі» Ризького району (з 1974), керівником агрофірми Адажі (з 1986), власником і керівником сільськогосподарської фірми «Курші» Драбешської волості (з 1991).
Брав участь у громадському і державному житті. Був членом Президентської ради СРСР (1989—1990) і Вселатвійського комітету громадської безпеки (1991), міністром сільського господарства Латвії (1995—1996).
Кандидат сільськогосподарських наук (1981), член-кореспондент ВАСГНІЛ. Народний депутат СРСР. Герой Соціалістичної Праці. Нагороджений державними нагородами СРСР.